# Dora Boothby
Penelope Dora Harvey Boothby (Finchley, 2 augustus 1881 – Hampstead, 22 februari 1970) was een tennisspeelster uit het Verenigd Koninkrijk. In het winterseizoen speelde zij badminton.

## Loopbaan
In 1908 behaalde Boothby een zilveren medaille op de Olympische Zomerspelen in Londen in het damesenkelspeltoernooi – via een vrijstelling voor de eerste ronde en tweemaal een walk-over bereikte zij de finale, die zij verloor van Dorothea Douglass-Chambers. Destijds was er bovendien nog een apart binnentoernooi op de Olympische Spelen, waar zij in de kwartfinale verloor van Alice Greene.
In 1909 won ze het damesenkelspeltoernooi van Wimbledon – in de finale versloeg zij Agatha Morton. De twee navolgende jaren bereikte zij weer de finale, die zij in beide gevallen verloor van Chambers. Vervolgens won ze in 1913 de eerste editie van het damesdubbelspeltoernooi, samen met Winifred McNair.

## Privé
In 1914 trouwde Boothby met Arthur C. Green.

## Resultaten grandslamtoernooien
| Legenda | Legenda                          |
| ------- | -------------------------------- |
| g.t.    | geen toernooi gehouden           |
| l.c.    | lagere categorie                 |
| –       | niet deelgenomen                 |
| G       | uitgeschakeld in de groepsfase   |
| 1R      | uitgeschakeld in de eerste ronde |
| 2R      | uitgeschakeld in de tweede ronde |
| 3R      | uitgeschakeld in de derde ronde  |
| 4R      | uitgeschakeld in de vierde ronde |
| KF      | uitgeschakeld in de kwartfinale  |
| HF      | uitgeschakeld in de halve finale |
| F       | de finale verloren               |
| W       | het toernooi gewonnen            |
| w-v     | winst/verlies-balans             |

### Enkelspel
| toernooi        | 1909 | 1910 | 1911 |
| --------------- | ---- | ---- | ---- |
| Australian Open | –    | –    | –    |
| Roland Garros   | –    | –    | –    |
| Wimbledon       | W    | F    | F    |
| US Open         | –    | –    | –    |

### Vrouwendubbelspel
| toernooi        | 1913 |
| --------------- | ---- |
| Australian Open | –    |
| Roland Garros   | –    |
| Wimbledon       | W    |
| US Open         | –    |